# Trastorn psicòtic breu
El trastorn psicòtic breu és d'acord amb els manuals de trastorns mentals DSM-IV-TR i DSM-5, una condició psicòtica que implica l'aparició sobtada d'almenys un símptoma psicòtic — com ara incoherència, deliris, al·lucinacions o comportament greument desorganitzat o catatònic — que dura d'un dia a un mes, sovint acompanyat d'agitació emocional. La remissió de tots els símptomes és completa i els pacients que tornen al nivell de funcionament previ. Pot ser resultat d'un període d'estrès extrem que inclou la pèrdua d'un ésser estimat. La majoria dels pacients diagnosticats d'aquesta malaltia amb DSM-5 es classificarien com a trastorns psicòtics aguts i transitoris amb ICD-10. Abans del DSM-IV, aquesta condició s'anomenava "psicosi reactiva breu". Aquesta condició pot ser de presentació única o recurrent i no pot ser causada per cap altre trastorn.

## Descripció
El trastorn es caracteritza per l'aparició sobtada de símptomes psicòtics, que poden incloure deliris, al·lucinacions, discurs o comportament desorganitzat o comportament catatònic. Els símptomes no poden ser causats per esquizofrènia, trastorn esquizoafectiu, trastorn delirant o un episodi maníac de trastorn bipolar. Tampoc poden ser causats per un fàrmac (com les amfetamines) o per una afectació mèdica (com un tumor cerebral). El terme bouffée délirante descriu un trastorn psicòtic agut no afectiu ni esquizofrènic, que és en gran manera similar als trastorns psicòtics i esquizofreniformes breus del DSM-III-R i DSM-IV.
Generalment els símptomes tenen una durada mínima d'un dia, però no més d'un mes, i hi ha un eventual retorn total al grau de funcionament previ. Pot aparèixer com a resposta a un estressor significatiu a la vida pròpia, o en altres situacions en què no hi ha cap estressor evident, incloses les setmanes posteriors al part. En el diagnòstic, s'ha de diferenciar de comportaments culturalment adequats, com ara creences i activitats religioses. Es creu que està relacionat amb (o és sinònim) de diversos fenòmens culturals específics com ara latah, koro i amok.
Hi ha tres formes de trastorn psicòtic breu: 
1. Trastorn psicòtic breu amb un factor d'estrès notable, com un esdeveniment traumàtic o la mort d'un família.
2. Trastorn psicòtic breu factor d'estrès notable.
3. Trastorn psicòtic breu amb inici postpart, si es produeix durant l'embaràs o durant les primeres quatre setmanes després del part.[5]

## Causes
No se sap la causa exacta del trastorn psicòtic breu. Una teoria suggereix un vincle genètic, perquè el trastorn és més comú en persones que tenen membres de la família amb trastorns de l'estat d'ànim, com la depressió o el trastorn bipolar. Una altra teoria suggereix que el trastorn és causat per pobres habilitats d'abrontament, per defensar-se o fugir d'una situació especialment perillosa o estressant. Aquests factors poden generar una vulnerabilitat per a desenvolupar un trastorn psicòtic breu. En la majoria dels casos, el trastorn és desencadenat per un estrès important o un fet traumàtic.
Les dones amb nivells baixos d'estrògens poden desencadenar una psicosi sobtada i de curta durada. Entren en aquest estat normalment en estats premenstruals, en el postpart o en la menopausa. La psicosi està sovint relacionada amb una trastorn bipolar o esquizofrènic subjacent. Aquesta psicosi (quan es diagnostica com a tal), sovint es considera "exacerbació premenstrual" o "psicosi menstrual", o psicosi postpart. El part pot desencadenar el trastorn en algunes dones. Aproximadament 1 de cada 10.000 dones experimenten un trastorn psicòtic breu poc després del part.
Hi ha causes mèdiques generals de psicosi breu que també s'han de tenir en compte durant l'avaluació, com depressió postpart, VIH i SIDA, malària, sífilis, malaltia d'Alzheimer, malaltia de Parkinson, hipoglucèmia (nivell anormalment baix de glucosa a la sang), lupus, esclerosi múltiple, tumor cerebral i trastorns neuropsiquiàtrics autoimmunes pediàtrics (PANS).

## Epidemiologia
Als Estats Units, el trastorn psicòtic breu pot suposar el 9% dels casos de primer episodi de psicosi. El trastorn psicòtic breu és dues vegades més freqüent en les dones que en els homes. Normalment es presenta a finals de la dècada dels 30 o inicis de la dècada dels 40. Aproximadament 1 de cada 10.000 dones experimenten un trastorn psicòtic breu poc després del part.